# Лост Лејк Вудс (Мичиген)
Лост Лејк Вудс (енгл. Lost Lake Woods) насељено је место без административног статуса у америчкој савезној држави Мичиген.

## Демографија
По попису из 2010. године број становника је 312, што је 27 (-8,0%) становника мање него 2000. године.
| Група             | 2000.       | 2010.       |
| Белци             | 336 (99,1%) | 308 (98,7%) |
| Афроамериканци    | 0 (0,0%)    | 0 (0,0%)    |
| Азијати           | 0 (0,0%)    | 1 (0,3%)    |
| Хиспаноамериканци | 1 (0,3%)    | 0 (0,0%)    |
| Укупно            | 339         | 312         |